# Голяма-Вода
Голяма-Вода (болг. Голяма вода) — село в Болгарии. Находится в Разградской области, входит в общину Самуил. Население составляет 342 человека.

## Политическая ситуация
В местном кметстве Голяма-Вода, в состав которого входит Голяма-Вода, должность кмета (старосты) исполняет Бейджан  Реджеб Ефраим (Движение за права и свободы (ДПС)) по результатам выборов.
Кмет (мэр) общины Самуил — Бейтула Сали Мюмюн (коалиция партий: Движение за права и свободы (ДПС), Земледельческий народный союз (ЗНС), национальное движение «Симеон Второй» (НДСВ)) по результатам выборов.